# 카바르
카바르(Kavar, 페르시아어: كوار)는 이란 파르스주 카바르 샤흐레스탄의 중앙구에 있는 도시로, 샤흐레스탄과 구의 중심지이다.

## 인구 통계

### 인구
2006년 국가 인구 조사 당시 이 도시의 인구는 4,753가구에 22,158명이었다. 당시 이 도시는 시라즈 샤흐레스탄의 옛 카바르 구역의 중심지였다. 2011년 다음 인구 조사에서는 6,429가구에 26,342명이 집계되었으며, 이때 구역은 카바르 샤흐레스탄이 설립되면서 샤흐레스탄에서 분리되었다. 카바르는 샤흐레스탄의 중심지로서 새로운 중앙구로 이전되었다. 2016년 인구 조사에서는 도시 인구가 8,577가구에 31,711명으로 측정되었다.

## 같이 보기
- 아르다시르 흐바라

## 내용주
1. ↑  카바르로도 로마자화되었으며, 카발로도 알려져 있다.[3]